# William Wallace (matematico)
William Wallace (Dysart, 23 settembre 1768 – Edimburgo, 28 aprile 1843) è stato un matematico e astronomo scozzese, inventore del pantografo.

## Biografia
William Wallace nacque a Dysart in Scozia, dove ha ricevette la sua prima formazione scolastica, nel 1784 la sua famiglia si trasferì a Edimburgo, dove apprese il mestiere di rilegatore di libri; la sua propensione per la matematica si era già sviluppata nel suo tempo libero e aveva acquisito nozioni di geometria, algebra e astronomia; fu inoltre assistito nei suoi studi dal fisico John Robison (1739 - 1805) e da John Playfair a cui le sue capacità erano note. 
Dopo vari vicissitudini dettate principalmente dal desiderio di guadagnare tempo per lo studio, Wallace divenne assistente di matematica presso l'Accademia di Perth nel 1794 e lasciò questo incarico nel 1803 per un master in matematica presso il Royal Military College di Great Marlow, che continuò a frequentare anche dopo si trasferì a Sandhurst, con una raccomandazione Playfair. 
Nel 1819 Wallace venne scelto per succedere a John Playfair nella cattedra di matematica a Edimburgo in cui mostrò essere un ottimo insegnante; tra i suoi allievi vi era Mary Somerville. 
Nel 1838 Wallace si ritirò dall'università per motivi di salute, a causa di ciò, venne a mancare nella stessa città dove lavorò nell'ultimo periodo della sua vita.

## Contributi alla matematica
Nei suoi primi anni di Wallace era un collaboratore occasionale del Leybourne Mathematical Repository e Gentleman's Mathematical Companion; tra il 1801 e il 1810 ha contribuito con articoli di "Algebra", sulle "Sezioni coniche", di "Trigonometria" e diversi altri contributi per le scienze matematiche e fisiche per la quarta edizione della Enciclopedia Britannica, e alcuni di questi sono stati conservati nelle edizioni successive dalla quinta all'ottava inclusa. 
Wallace fu inoltre autore dei principali articoli matematici dell'Edinburgh Encyclopædia, a cura di David Brewster ed ha anche fornito contributi alla Royal Society di Edimburgo.
Wallace ha lavorato principalmente nel campo della geometria e nel 1799 divenne il primo a pubblicare il concetto di linea Simson che erroneamente fu attribuito a Robert Simson. Nel 1807 dimostrò un risultato sui poligoni equivalenti che divenne in seguito conosciuto come il teorema di Bolyai-Gerwien. Il suo contributo più importante alla matematica britannica deriva tuttavia, dall'essere statio tra i primi matematici a introdurre e a promuovere l'avanzamento della versione europea continentale di calcolo in Gran Bretagna.

## Altri lavori
Wallace si interessò anche di astronomia e inventò il pantografo, una periferica meccanica per scalare i disegni.

## Libri
- A Geometrical Treatise on the Conic Sections with an Appendix Containing Formulae for their Quadrature. (1838)
- Geometrical Theorems and Analytical Formulae with their application to the Solution of Certain Geodetical Problems and an Appendix. (1839)